# Kurcewiczowie
Kurcewiczowie herbu Kurcz, przydomku Koryatowicz i Bułyha – wymarły, polski ród książęcy (kniaziowski) pochodzenia wielkolitewskiego. Protoplastą rodu był Michał Konstantynowicz, przodek dynastii Giedyminowiczów, poprzez ród Narymuntowiczów. 
Kurcewiczowie wygaśli w linii męskiej w 1960 roku wraz ze śmiercią Jerzego Koryatowicz-Kurcewicza-Bułyhy.

## Etymologia nazwiska
Nazwisko Kurcewiczów pochodzi od przydomku „Kurcz”, którego w pierwszej połowie XV w. używał ich przodek – książę Konstanty Piński.

## Etymologia przydomku
W XVII wieku w Rzeczypospolitej zapanował powszechny zwyczaj, przybierania sobie imion najdawniejszych przodków do członu nazwiska. 
W ten sposób Kurcewiczowie przyjęli przydomek Koryatowicz jako manifest ich pochodzenia od książąt Koriatowiczów. Jednakże, badania genealogiczne wykazały, że w rzeczywistości pochodzili oni od Narymuntowiczów (patrz sekcja: Pochodzenie).
Niektórzy członkowie rodziny nosili również przydomek Bułyha.

## Pochodzenie
Wedle pierwotnej opinii historyków, a także samych Kurcewiczów, mieli być gałęzią dynastii Koriatowiczów.
W rzeczywistości jednak, opierając się na badaniach genealogicznych Józefa Wolffa (1852–1900), książęta Kurcewiczowie są gałęzią dynastii Narymuntowiczów. Protoplastą rodu był Michał Konstantynowicz z książąt Pińskich, syn Konstantego Pińskiego. Michał Konstantynowicz jest też protoplastą książąt Buremskich.

## Historia
Historia Kurcewiczów zaczyna się wraz pojawieniem się na początku XV wieku Konstantego, księcia pińskiego, który nosił przydomek „Kurcz”. Jego syn, Michał Konstantynowicz Kurcewicz otrzymał nadanie dóbr Bureml, Nowosiołki, Stratyn, a także inne miejscowości w dawnym powiecie łuckim na Wołyniu. Synowie Michała podzielili się na dwie rodziny, od których pochodzą Buremscy i Kurcewiczowie.
Pierwszy z synów Michała, Fedor, miał synów Semena, Lwa i prawdopodobnie Aleksandra, którzy pisali się w źródłach historycznych Kurcewiczami, z czasem jednak porzucili ten przydomek i zaczęli się pisać Buremskimi.
Drugi syn Michała, książę Wasyl używał na stałe przydomku Kurcewicz, który następnie już jako nazwisko zatrzymali jego potomkowie. Wasyl pojawił się na kartach historii w 1475 roku jako świadek przy dziale książąt Zbaraskich, w 1486 roku natomiast, wspólnie z Michałem Zahorowskim, pełnił służbę komisarza królewskiego do rozpatrzenia bliżej nieokreślonych szkód poczynionych w Dolsku.
Kurcewiczowie wygaśli w linii męskiej w 1960 roku wraz ze śmiercią Jerzego Koryatowicz-Kurcewicza-Bułyhy.

## Herby
|  |  |

## Kurcewiczowie w kulturze
Prawdopodobne jest, że losy jednej z wcześniejszych linii tego rodu posłużyły Henrykowi Sienkiewiczowi za pierwowzór do wykreowania literackiej rodziny o tym nazwisku w Ogniem i mieczem, w tym chociażby postaci Heleny Kurcewiczównej. Przedstawiciel rodu Kurcewiczów, kniaź Konstanty Kuriatowicz-Kurcewicz, jest także bohaterem powieści Józefa Ignacego Kraszewskiego pt. Sto diabłów.

## Znani przedstawiciele
- ks. Józef Kurcewicz (?–1642) – biskup Rosyjskiego Kościoła Prawosławnego.